# Фейерверк (галактика)
NGC 6946 (другие обозначения — PGC 65001, UGC 11597, MCG 10-29-6, ZWG 304.6, Arp 29, IRAS20338+5958, Caldwell 12) — спиральная галактика с перемычкой (SBc), которая находится на расстоянии приблизительно 22 миллионов световых лет в созвездии Лебедь, на границе с Цефеем. Открыта У. Гершелем 9 сентября 1798 года.
Этот объект входит в число перечисленных в оригинальной редакции «Нового общего каталога», а также включён в атлас пекулярных галактик.

## Характеристики
Диаметр галактики составляет около 40 тысяч световых лет в поперечнике. Это более чем вдвое меньше диаметра нашей Галактики, который равен приблизительно 100 тысячам световых лет. Она богата газопылевыми облаками, в которых происходит интенсивное звездообразование. В 2015 году с помощью орбитальных телескопов Хаббл и Спитцер в галактике был обнаружен кандидат в звёзды типа η Киля. Это чрезвычайно крупная и массивная звезда (массой более 100 масс Солнц).
При наблюдении образ галактики на небе сильно замутнён межзвёздной средой Млечного Пути, так как NGC 6946 находится близко к галактической плоскости.
По состоянию на май 2017 года в этой галактике было обнаружено 10 вспышек сверхновых: SN 1917A, SN 1939C, SN 1948B, SN 1968D, SN 1969P, SN 1980K, SN 2002hh, SN 2004et, SN 2008S и SN 2017eaw. Это рекордное количество вспышек, произошедших за 100 лет. Для сравнения, в нашей Галактике за последнюю тысячу лет было зафиксировано всего 4 катастрофических взрыва звёзд. В галактике была обнаружена звезда N6946-BH1, которая, возможно, образовала чёрную дыру без вспышки сверхновой.
NGC 6946 относится к так называемым «галактикам с вереницами» (длинными прямолинейными изолированными отрезками спиральных рукавов), которые выделил Б. А. Воронцов-Вельяминов. «Вереницы» здесь довольно размыты, особенно на периферии галактики.